# Thinking 'Bout You
"Thinking 'Bout You" é uma canção da cantora inglesa Dua Lipa, contida em seu álbum de estréia homônimo (2017). Foi composta pela interprete em conjunto com Adam Argyle, com a produção encarregada por Stephen "Koz" Kozmeniuk. A canção foi lançada como single promocional do álbum em 6 de janeiro de 2017 pela Warner Bros. Records.

## Composição
"Thinking 'Bout You" é uma canção derivado dos gêneros pop rock e R&B, com duração de dois minutos e cinquenta e um segundos.

## Faixas e formatos
| Download digital e streaming |                      |         |  |
| N.º                          | Título               | Duração |  |
| 1.                           | "Thinking 'Bout You" | 2:51    |  |

## Créditos
Lista-se abaixo os profissionais envolvidos na elaboração de "Thinking 'Bout You", de acordo com o serviço Tidal:
- Dua Lipa: composição, vocalista principal
- Adam Argyle: composição, guitarra
- Stephen ''Koz'' Kozmeniuk: produção, baixo, bateria, masterização
- Olly Thompson: assistente de engenharia
- Cameron Gower Poole: engenharia
- Matty Green: masterização, mixagem
- Tom Neville: engenharia de gravação